# Olympische Sommerspiele 2024/Segeln – Nacra 17 (Mixed)
Die Segelregatta im Mixed mit dem Nacra 17 bei den Olympischen Sommerspielen 2024 wurde vom 3. bis 8. August vor dem Marina de Marseille ausgetragen.

## Zeitplan
| ● | Regatta | ● | Medaillenrennen |

| Datum   | August | August | August | August   | August                     | August |
| Datum   | 3. Sa. | 4. So. | 5. Mo. | 6. Di.   | 7. Mi.                     | 8. Do. |
| ------- | ------ | ------ | ------ | -------- | -------------------------- | ------ |
| Regatta | 1/2/3  | 4/5/6  | 7/8/9  | 10/11/12 | Medaillenrennen verschoben | ●      |

## Ergebnisse
| - † = Streichergebnis - UFD = „U“ flag disqualification (Disqualifiziert (Start unter „U“-Flagge)) - BFD = „Black“ flag disqualification (Disqualifiziert (Start unter schwarzer Flagge)) - RDG = Redress given (Anerkannte Abhilfe) - DNF = Did not finish (Rennen nicht beendet) - DNC = Did not contested (Nicht in den Startbereich gekommen) - DPI = Discretionary Penalty Imposed (Ermessensstrafe verhängt) - DSQ = Disqualifikation - RET = Retired (Zurückgezogen nach Wettbewerbsbeginn) - OCS = On the course side of the starting line (Falsche Position bei Start) |

| Rang | Athleten                                  | Nation             | Regatta | Regatta   | Regatta | Regatta | Regatta | Regatta   | Regatta   | Regatta   | Regatta | Regatta   | Regatta | Regatta   | Regatta  | Punkte | Punkte                |
| Rang | Athleten                                  | Nation             | 1       | 2         | 3       | 4       | 5       | 6         | 7         | 8         | 9       | 10        | 11      | 12        | MR       | Gesamt | Mit Streich- ergebnis |
| ---- | ----------------------------------------- | ------------------ | ------- | --------- | ------- | ------- | ------- | --------- | --------- | --------- | ------- | --------- | ------- | --------- | -------- | ------ | --------------------- |
| 1    | Ruggero Tita Caterina Banti               | Italien            | 1       | 1         | 2       | 1       | 1       | 1         | 1         | 6         | 6       | 20† (UFD) | 5       | 2         | 4        | 51     | 31                    |
| 2    | Mateo Majdalani Eugenia Bosco             | Argentinien        | 2       | 2         | 5       | 10      | 6       | 6         | 3         | 2         | 2       | 1         | 2       | 12†       | 14       | 67     | 55                    |
| 3    | Micah Wilkinson Erica Dawson              | Neuseeland         | 5       | 3         | 7       | 2       | 2       | 3         | 2         | 4         | 9       | 17†       | 3       | 7         | 16       | 80     | 63                    |
| 4    | John Gimson Anna Burnet                   | Großbritannien     | 8       | 4         | 6       | 3       | 4       | 9†        | 4         | 5         | 4       | 5         | 1       | 3         | 22 (OCS) | 78     | 69                    |
| 5    | Tim Mourniac Lou Berthomieu               | Frankreich         | 6       | 6         | 8       | 5       | 7       | 4         | 20† (UFD) | 1         | 12      | 4         | 4       | 15        | 2        | 94     | 74                    |
| 6    | Laila van der Meer Bjarne Bouwer          | Niederlande        | 4       | 20† (DNF) | 9       | 7       | 8       | 8         | 6         | 7         | 3       | 2         | 11      | 5         | 8        | 98     | 78                    |
| 7    | Sinem Kurtbay Akseli Keskinen             | Finnland           | 3       | 7         | 4       | 4       | 11      | 5         | 7         | 11        | 11      | 12        | 15†     | 4         | 18       | 112    | 97                    |
| 8    | Paul Kohlhoff Alica Stuhlemmer            | Deutschland        | 18†     | 9         | 3       | 6       | 3       | 2         | 13        | 8         | 5       | 14        | 17      | 10        | 10       | 118    | 100                   |
| 9    | João Siemsen Marina Arndt                 | Brasilien          | 14†     | 10        | 11      | 11      | 5       | 11        | 5         | 14        | 7       | 8         | 13      | 14        | 6        | 129    | 115                   |
| 10   | Emil Järudd Hanna Jonsson                 | Schweden           | 13      | 18†       | 10      | 8       | 9       | 14        | 16        | 13        | 1       | 7         | 6       | 9         | 12       | 136    | 118                   |
| 11   | Tara Pacheco Andrés Barrio                | Spanien            | 12      | 8         | 1       | 9       | 15      | 12        | 8         | 9         | 17      | 20† (UFD) | 16      | 6         | -        | 133    | 113                   |
| 12   | Natacha Saouma-Pedersen Mathias Borreskov | Dänemark           | 9       | 5         | 12      | 16†     | 10      | 10        | 14        | 15        | 16      | 10        | 8       | 8         | -        | 133    | 117                   |
| 13   | Brin Liddell Rhiannan Brown               | Australien         | 11      | 11        | 13      | 13      | 12      | 7         | 9         | 12        | 13      | 6         | 14      | 20† (RET) | -        | 141    | 121                   |
| 14   | Mai Huicong Chen Linlin                   | China              | 7       | 14        | 15      | 12      | 14      | 13        | 20† (UFD) | 10        | 10      | 16        | 18      | 1         | -        | 150    | 130                   |
| 15   | Lukas Haberl Tanja Frank                  | Österreich         | 16†     | 12        | 14      | 15      | 16      | 15        | 15        | 3         | 8       | 9         | 10      | 16        | -        | 149    | 133                   |
| 16   | Sarah Newberry Moore David Liebenberg     | Vereinigte Staaten | 10      | 16        | 18      | 14      | 13      | 16        | 11        | 20† (UFD) | 15      | 3         | 12      | 13        | -        | 161    | 141                   |
| 17   | Shibuki Iitsuka Oura Nishida              | Japan              | 17      | 17        | 19†     | 17      | 17      | 17        | 10        | 17        | 19      | 11        | 7       | 11        | -        | 179    | 160                   |
| 18   | Alican Kaynar Beste Kaynakçı              | Türkei             | 19      | 13        | 17      | 19      | 18      | 20† (DNF) | 12        | 20† (UFD) | 14      | 13        | 9       | 18        | -        | 192    | 172                   |
| 19   | Lucas Claeyssens Eline Verstraelen        | Belgien            | 15      | 15        | 16      | 18      | 19      | 18        | 20† (UFD) | 16        | 18      | 15        | 19      | 17        | -        | 206    | 186                   |